# Trichoscypha acuminata
Espèce
Synonymes
- Sorindeia mannii Oliv.[2]
- Trichoscypha braunii Engl.[2]
- Trichoscypha congoensis Engler Ex De Wilde[2]

Trichoscypha acuminata est un arbre de la famille des Anacardiaceae dont les noms vernaculaires sont « raisin du Gabon », ou encore amvout.

## Répartition
Son aire de répartition s’étend du Nigeria au Cameroun et jusqu’en République démocratique du Congo. Au Cameroun, on le trouve dans les forêts de basse et moyenne altitude, au sud du plateau de l'Adamaoua.

## Description

### Stature
L’arbre peut atteindre 20 m de hauteur, et présente un fût irrégulier et bosselé de diamètre allant jusqu’à 40 cm.

### Écorce et bois
Son écorce est de couleur brun-rougeâtre. La tranche est jaune à rougeâtre.

### Feuilles
Les feuilles sont alternes, et peuvent atteindre 1,5 m de longueur. Elles se composent de 10 à 35 foliotes alternes ou subopposées.

### Fleurs et fruits
Les inflorescences pendantes atteignent 35 cm sur 30 cm chez les mâles et 20 cm sur 8 cm sur les femelles. Les fleurs sont tétramères, de couleur brun-rougeâtre à l’extérieur. Les fruits se présentent par grappes de 20-100 drupes oblongues, faisant 7 cm sur 4 cm, de couleur rouge, avec des poils blancs, et ils contiennent une pulpe charnue et juteuse, de couleur rouge, et un noyau renfermant une graine unique.

## Utilisation

### Pharmacopée
Les écorces servent au traitement des affections bronchiques, des céphalées, des courbatures fébriles, des maux de côtes ou de ventre. Elles serviraient également de  vermifuge ou d'aphrodisiaque.